# Wierstorf
Wierstorf ist ein Ortsteil der Gemeinde Obernholz, im Norden des Landkreises Gifhorn in Niedersachsen.

## Geographie

### Geographische Lage
Wierstorf liegt im Osten der Südheide, zwischen dem Naturpark Südheide und dem Naturpark Wendland.Elbe. Die Ortschaft befindet sich etwa 30 km südlich der Stadt Uelzen, gehört aber zum Landkreis Gifhorn. Nächstgelegene Mittelzentren sind Gifhorn, Celle und Uelzen.

### Geologie
Im nördlichen Ortsbereich von Wierstorf verläuft der 5,8 Kilometer lange Bottendorfer Bach, der in Wettendorf entspringt und knapp zwei Kilometer nordöstlich von Wierstorf in den Gosebach mündet. Nördlich von Wierstorf befindet sich das Waldgebiet Schweimker Holz, südlich von Wierstorf das Waldgebiet Obernholz.

### Nachbardörfer und -gemeinden
* Entfernungsangaben beziehen sich jeweils auf die Entfernung bis zum Ortszentrum.
|                     |                   | Stadt Uelzen (30 km)          |                                     |  |                         |
|                     | Schweimke (3 km)  | Röhrsen (6 km)                | Kreisgrenze Landkreis Uelzen (2 km) |  |                         |
| Stadt Celle (40 km) | Wettendorf (3 km) |                               | Wollerstorf (4 km)                  |  | Stadt Wittingen (10 km) |
|                     | Steimke (2 km)    | Gemeinde Hankensbüttel (3 km) | Wentorf (2 km)                      |  |                         |
|                     |                   |                               |                                     |  |                         |
|                     |                   | Stadt Gifhorn (45 km)         |                                     |  |                         |

## Geschichte

### Ortsname
In den Urkunden aus dem Mittelalter lässt sich Wierstorf häufig nur unter dem Namen „Wideresdorp“ (oder ähnlich) finden. „Wideresdorp“ bedeutet im kausalen Zusammenhang so viel wie „Dorf des Widders“. Die Einbeziehung des Widders in den Ortsnamen ist ein Indiz für die lange landwirtschaftliche Tradition in Wierstorf.
Der Name „Torf“ ist daher auch keine Bezeichnung für einen Ort, an dem Torf aus Mooren abgebaut wurde, sondern ist eine Abwandlung vom Namen „Dorf“ und bedeutet so viel wie „Zusammenkunft geringer Leute auf freiem Feld“.

### Frühgeschichte
Die erste historische Erwähnung wird auf 1196/97 datiert. Gesiedelt worden ist aber anscheinend in der Wierstorfer Feldmark bereits in Jungsteinzeit zwischen 5000 und 2000 v. Chr. Darauf deuten zahlreiche Funde hin. So wurden an manchen Stellen Steinäxte und auch ein Bronzebeil gefunden. Man geht davon aus, dass die erste dauerhafte Siedlung in Wierstorf zwischen 700 und 1100 n. Chr. entstanden ist.

### Mittelalter bis zur Moderne
Um 1400 bestand Wierstorf aus 10 Höfen, die in der Bauart des Rundlings angeordnet sind. Also mit einem Dorfanger, um den sich alle Häuser kreisförmig anordnen. Diese Anordnung lässt sich häufig in den Grenzgebieten von slawischer und deutscher Bevölkerung im Elbeflusssystem finden. Aufgrund dieser Anordnung der Häuser und der gleichmäßigen Aufteilung der Ackerflächen zu jener Zeit, wird Wierstorf wohl eine geplante Siedlung gewesen sein.
Nicht zuletzt auf Grund der durch Hankensbüttel führenden Heers- und Handelsstraße, litten die Wierstorfer im Dreißigjährigen Krieg sehr unter Besatzungen. Zunächst unter dem Einfall der katholischen Liga und später auch unter den Schweden, da das Fürstentum Lüneburg Neutralität bewahrte, somit auch von den evangelischen Schweden nicht verschont blieb. Jedoch war das Dorf in der Lage sich bereits einige Jahre vor Kriegsende wieder zu erholen.
In der Franzosenzeit gehörte Wierstorf zum Distrikt Uelzen im Departement der Aller des Königreichs Westphalen.
Von 1611 bis 1857 war Wierstorf im Besitz derer von dem Bussche-Lohe. Bis in das Jahr 1831 war das Wierstorfer Ackerland im Besitz der Grundherren und wurde von den Bauern auf den 10 Höfen lediglich bewirtschaftet. Die Ernteeinnahmen bekam somit zum größeren Teil der Grundherr. Dies änderte sich auf Grund einer Agrarreform des Königreichs Hannover. Diese gab den Bauern das Recht, die Flächen und Höfe, die sie bewirtschafteten aufzukaufen. Dieses Recht wurde von allen 10 Höfen genutzt.

Wierstorf um 1850

Erste Folgen dieses Besitzerwechsels waren Flurbereinigungen, so genannte Verkopplungen. Hierbei wurden die kleinen Felder, zu größeren zusammengefasst, um der „Kleinfelderwirtschaft“ entgegenzuwirken. Bei der Verkoppelung wurde auch Acker- und Weideland, das bisher der Dorfgemeinde gehörte auf die anliegenden Höfe aufgeteilt. Das ermöglichte es den Bauern, ihre Flächen intensiver zu nutzen.
Da sich die Bauern verschulden mussten, um das Ackerland vom Grundherren und der Gemeinde abzukaufen, mussten mehrere der seit dem Mittelalter bestehenden 10 Höfe aufgeben. Zu diesem Prozess steuerte auch noch die Abgabe der Zehntschulden, die alle weiteren Ablöseverpflichtungen umfasste, bei.
Im letzten Drittel des 19. Jahrhunderts siedelte sich eine neue soziale Schicht in Wierstorf an, die der Kleinbauern, „Anbauern“ genannt. Das frei gewordene Land wurde jetzt von Leuten, die keine Bauern waren und gar nicht aus Wierstorf kamen aufgekauft. Es entstanden also neue Höfe, die aber nur im Nebenerwerb tätig waren, da ihre Fläche meist zu klein war. So arbeiteten viele dieser Kleinbauern auch als Handwerker, Knechte, Waldarbeiter oder Tagelöhner.
Bis Ende des 19. Jahrhunderts siedelten sich in Wierstorf 14 Kleinbauern an, sodass die Zahl der Höfe auf 22 anstieg. Neben der ursprünglichen Verteilung der Ackerflächen änderte sich auch das optische Bild des Dorfes selbst. War es bis dato noch ein Rundling, wurde dieses Bild durch die Kleinbauern, die ihre Höfe außerhalb des Rundlings errichteten und durch den Wegfall von ursprünglichen Höfen zerstört.
1885 wurde der Kreis Isenhagen gegründet, dem Wierstorf angehörte. Zuvor gehörte Wierstorf zum Amt Isenhagen.

### Der Erste Weltkrieg
Steigende Lebensmittelpreise vor und nach dem Ersten Weltkrieg ließen den Wohlstand der Wierstorfer steigen, da die Landwirtschaft bis in den folgenden Weltkrieg die Haupteinnahmequelle der allermeisten Wierstorfer war. Dieser Anstieg des Wohlstandes wurde durch das Vergrößern der Ackerfläche durch Urbarmachung von Wald unterstützt. Diese harte Arbeit wurde größtenteils von den 21 Kriegsgefangenen, die während des Krieges in Wierstorf lebten verrichtet. Später wurde sie von den heimkehrenden Männern weitergeführt, sodass die Größe der Wierstorfer Feldmark anstieg.
Im Krieg selbst dienten 33 Wierstorfer in der Kaiserlichen Armee, von denen drei im Krieg 1917/18 starben.
In der Zeit nach dem Weltkrieg zeigten sich die Wierstorfer, vor allem auf Grund der hohen Lebensmittelpreise als eher Revolutionsträge. Die meistgewählte Partei in dieser Zeit war in Wierstorf die Deutsch-Hannoversche Partei.
1932 wurde der Kreis Isenhagen aufgelöst, seitdem gehört Wierstorf zum Landkreis Gifhorn.

### Wierstorf in der Zeit des Nationalsozialismus
Dies änderte sich erst mit den Reichstagswahlen 1930, als die Mehrheit der Wierstorfer nationalsozialistisch wählte. Doch Zeitzeugen berichteten, dass sich die Wierstorfer nicht gerade parteikonform verhalten hätten. So seien sie im Generellen in der Hitlerjugend oder im Bund Deutscher Mädel nicht besonders aktiv gewesen und auch Verbote, wie das Hören von Englischen Radiosendern oder das Hören von „schwarzer“ Musik, wurden im Dorf untereinander nicht angezeigt. Dennoch zeigte die Propaganda auch in Wierstorf Wirkung. Vor Kriegsbeginn 1939 waren die meisten erwachsenen Männer des Dorfes in die NSDAP eingetreten, es gab SA- und auch zwei SS-Mitglieder.

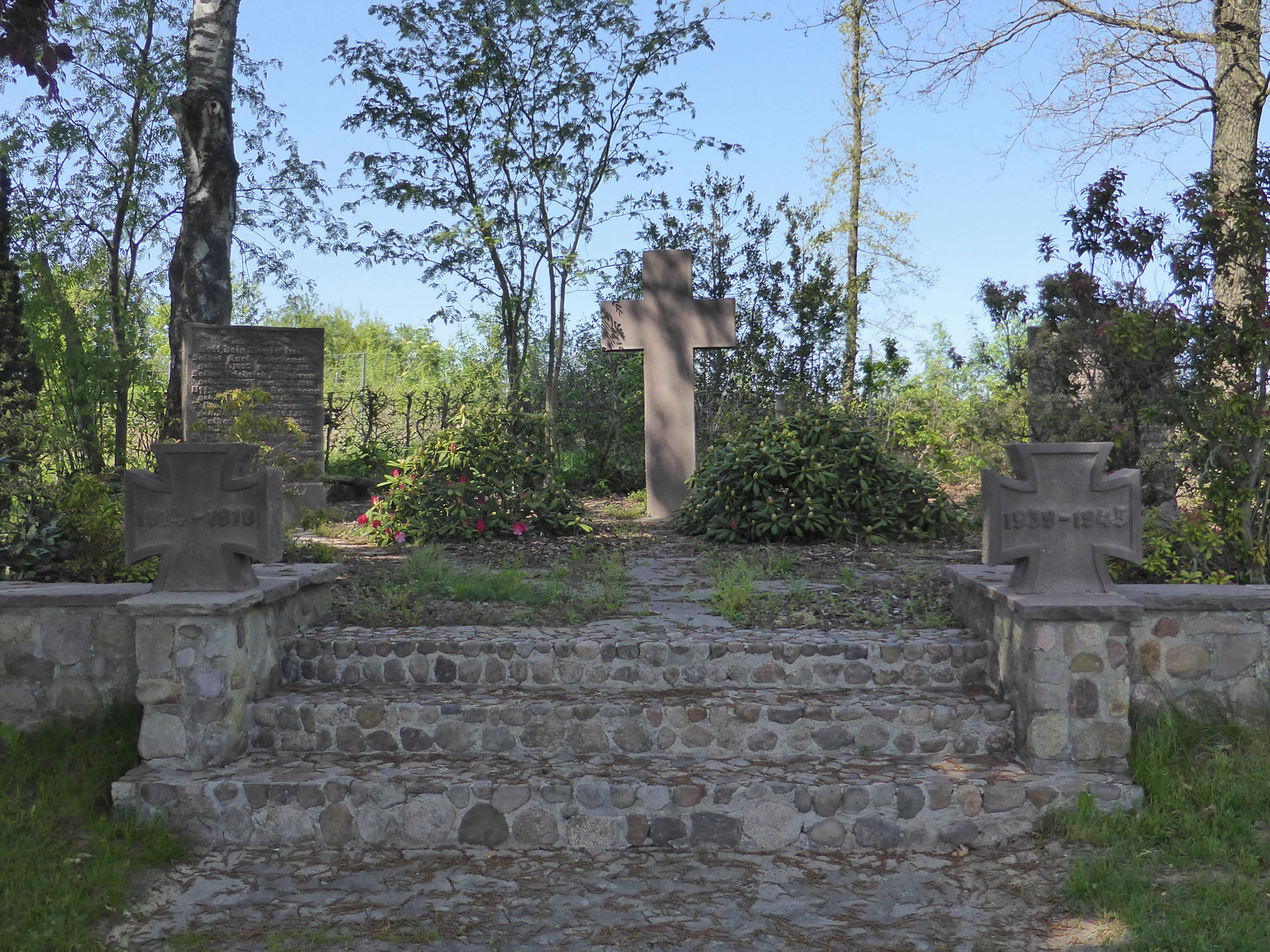
Kriegerdenkmal

Der Zweite Weltkrieg traf Wierstorf hart. 13 Männer kamen nicht wieder zurück, was u. a. den Niedergang eines der ursprünglichen 10 Höfe mit sich brachte. Wie auch schon im Ersten Weltkrieg wurden erneut Kriegsgefangene zur Arbeit auf dem Feld in Wierstorf untergebracht. Als das Ende des Krieges näher rückte, kamen auch immer mehr Flüchtlinge aus den Ostgebieten des Deutschen Reiches nach Wierstorf. Die Zahl der Einwohner stieg somit auf 350 an, eine Marke, die danach nie wieder erreicht wurde.
Am 12. Mai 1945 bezogen amerikanische Soldaten Quartier in Wierstorf. Sie überwachten die Feldmark nach flüchtenden deutschen Soldaten und setzten einen neuen Bürgermeister ein, der keine NS-Vergangenheit hatte. Allmählich zogen die Flüchtlinge wieder fort. In Wierstorf halfen sie als Arbeiter auf den Höfen, auf die sie verteilt wurden. Im Laufe der Zeit fanden viele von ihnen Arbeit in der Industrie.

### Nachkriegszeit
Nach dem Zweiten Weltkrieg setzten in Wierstorf schwerwiegende strukturelle Änderungen ein. Zwischen 1950 und 1970 verschwanden auf Grund zunehmender Mechanisierung die Mägde und Knechte. In den letzten 30 Jahren ab 1970 gaben nahezu alle Kleinbauern ihre Höfe auf und verpachteten ihr Land. Einige bewirtschafteten sie jedoch noch im Nebenerwerb weiter. Heute existieren noch vier der ursprünglichen 10 Höfe, die alle im Vollerwerb tätig sind. Einer der Kleinbetriebe wird noch im Vollerwerb bewirtschaftet und drei im Nebenerwerb.

### Zusammenfassung
Abschließend kann man sagen, dass Wierstorf nahezu durchgängig zwischen 125 und 150 Einwohner hatte. Die Form des Rundlings ging vor etwa 150 Jahren verloren, und die einheitliche Beschäftigungsstruktur änderte sich vor gut 50 Jahren. Heute sind die meisten Wierstorfer außerhalb der Landwirtschaft beschäftigt. Lediglich fünf Betriebe sind noch im Vollerwerb tätig. Davon vier der ursprünglichen 10 Betriebe.

### Eingemeindung
Am 1. März 1974 wurde Wierstorf in die neugegründete Gemeinde Obernholz eingegliedert.

### Einwohnerentwicklung
| Jahr      | 1910 | 1925 | 1933 | 1939 | 2008 | 2016 |
| --------- | ---- | ---- | ---- | ---- | ---- | ---- |
| Einwohner | 174  | 170  | 202  | 191  | 124  | 110  |

## Religion
Wierstorf ist seit der Reformation protestantisch geprägt, verfügt jedoch über keine Kirche oder Kapelle.
Evangelisch-lutherische Einwohner gehören zur Kirchengemeinde Hankensbüttel mit der St.-Pankratius-Kirche in Hankensbüttel, Katholiken gehören zur Pfarrei Wittingen mit der St.-Marien-Kirche in Wittingen.

## Kultur und Sehenswürdigkeiten

### Bauwerke
Als Baudenkmal ist im Denkmalatlas Niedersachsen das Wohn- und Wirtschaftsgebäude Drögenborn 1 verzeichnet. Gemäß einer Inschrift wurde das Fachwerkgebäude 1829 errichtet.
Das Kriegerdenkmal steht auf dem Friedhof und erinnert an die Gefallenen und Vermissten der beiden Weltkriege aus Wierstorf.

## Wirtschaft und Infrastruktur

### Unternehmen
Wierstorf ist landwirtschaftlich geprägt. In Wierstorf steht ein Postbriefkasten zur Verfügung.
Die Gaststätte Below, zu der auch ein Gemischtwarengeschäft gehörte, wurde geschlossen. Einkaufsmöglichkeiten des täglichen Bedarfs und Gastronomie sind in Wierstorf nicht mehr vorhanden.

### Öffentliche Einrichtungen

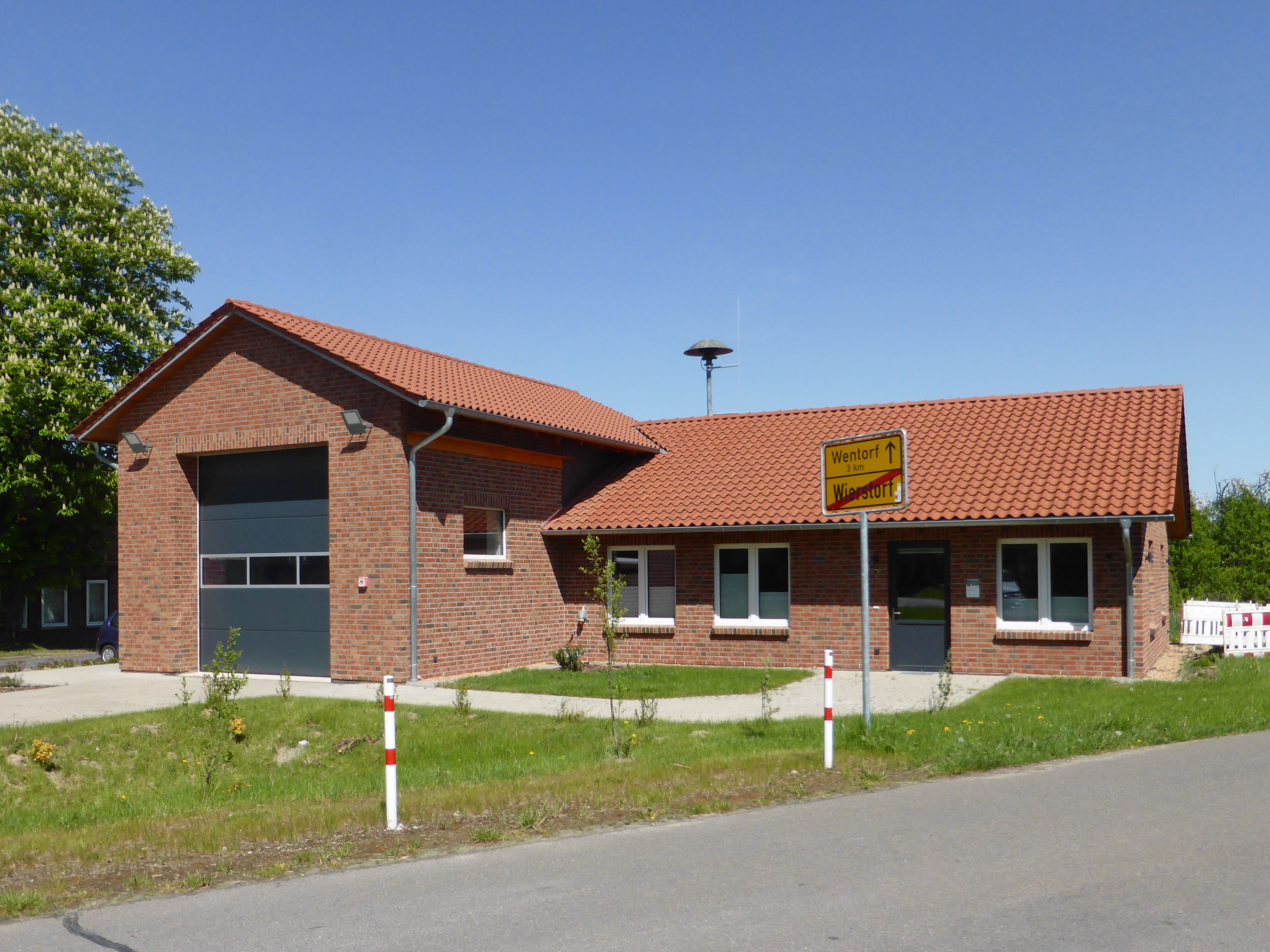
Feuerwehrhaus

In Wierstorf gibt es seit 1914 eine Freiwillige Feuerwehr mit Grundausstattung. Ihr gehören heute rund 25 aktive und mehrere passive Mitglieder an. Gegründet wurde die Feuerwehr, als es im Jahre 1914 im angrenzenden Schweimker Moor einen schweren Moorbrand gab. Die für das Löschen eines solchen Feuers notwendigen Geräte waren in Wierstorf nicht vorhanden. Löscheimer, die in Menschenketten befüllt wurden stellten bis dahin die einzige Möglichkeit ein Feuer zu bekämpfen dar. Um bei einem wiederholten Brand besser vorbereitet zu sein, gründeten die Wierstorfer die Feuerwehr. Das heutige Feuerwehrhaus wurde 2018/19 erbaut, es beinhaltet auch einen Raum für Veranstaltungen der Dorfbewohner, der als Generationentreff bezeichnet wird.
Der Friedhof befindet sich am nordwestlichen Ortsrand von Wierstorf, an der Straße Förthfeld.

### Bildung
Ab 1770 gab es in Wierstorf eine eigene Schule. Der Lehrer wurde bis 1918 von der Kirche gestellt, musste jedoch von den Wierstorfern lange Zeit selbst unterhalten werden. Während des Zweiten Weltkrieges wurde die Schule in den Nachbarort Steimke verlegt und erst 1946 wieder in Wierstorf eingerichtet. 1966 verlor Wierstorf die eigene Schule. Unterrichtet wird seitdem in Hankensbüttel.

### Verkehr
Die Kreisstraße 11 beginnt in Wierstorf, sie führt von Wierstorf aus in Verlängerung der Dorfstraße in südwestlicher Richtung bis zur Bundesstraße 244 in Hankensbüttel.
Eine Gemeindeverbindungsstraße führt von Wierstorf nach Wentorf.
Linienbusse fahren von Wierstorf bis nach Hankensbüttel und Schweimke.